# Selflessness: Featuring My Favorite Things
| Recensione                          | Giudizio |
| ----------------------------------- | -------- |
| Allmusic                            | [ 1 ]    |
| The Rolling Stone Jazz Record Guide | [ 2 ]    |

Selflessness Featuring My Favorite Things è un album live di John Coltrane pubblicato postumo dalla Impulse! Records nel 1969.

## Descrizione
L'album contiene registrazioni effettuate in due diverse occasioni. Le prime due tracce in occasione di un concerto tenutosi il 7 luglio 1963 al Newport Jazz Festival. L'ultimo brano invece, Selflessness, venne registrato in studio il 14 ottobre 1965 a Los Angeles. Le due tracce del 1963, mostrano all'opera il quartetto "classico" di Coltrane con Roy Haynes in sostituzione di Elvin Jones, che all'epoca era ricoverato in una clinica per la riabilitazione a Lexington (Kentucky). Selflessness, l'unica traccia del 1965, vede il quartetto "classico" di Coltrane (con Elvin Jones tornato dietro alla batteria), supportato dal sassofonista Pharoah Sanders, dal bassista/clarinettista Donald Garrett, dal batterista Frank Butler e dalla cantante Juno Lewis, che suona le percussioni. La traccia fu registrata nello studio Western Recorders il 14 ottobre, durante un ingaggio di undici giorni presso l'It Club di Los Angeles. Il brano Kulu Sé Mama (Juno Sé Mama), incluso nell'album Kulu Sé Mama, fu inciso nella stessa sessione.

## Tracce
Lato 1
1. My Favorite Things – 17:31

Lato 2
1. I Want to Talk About You – 8:17
2. Selflessness – 15:09

## Formazione
- John Coltrane: sassofono tenore
- Pharoah Sanders: sassofono tenore (traccia 3)
- McCoy Tyner: pianoforte
- Jimmy Garrison: contrabbasso
- Donald Rafael Garrett: clarinetto basso/contrabbasso
- Frank Butler: batteria  (traccia 3)
- Elvin Jones: batteria  (traccia 3)
- Juno Lewis: voce/percussioni (traccia 3)
- Roy Haynes: batteria (tracce 1 & 2)

## Curiosità
- Come conseguenza dell'opera di rinnovamento grafico messa in atto dall'etichetta discografica a fine anni sessanta, questo fu il primo album Impulse! ad essere pubblicato senza la consueta costa nei colori arancione e nero (in precedenza solo per A Love Supreme dello stesso Coltrane era stata fatta un'eccezione utilizzando una variante in bianco e nero della costina abituale).[8]